# 皮特肯群島統治者列表
皮特凯恩群岛是南太平洋上的小群岛，为目前在大洋洲仅存的英国海外领地。1790年，邦蒂号叛变事件人员安顿在皮特凯恩群岛，1898年被英国吞并，斐济总督作为皮特凯恩群岛的总督。1970年斐济独立时，皮特凯恩群岛的总督成为英国驻新西兰高级专员。事实上，由于其隔离状态，这个时期，皮特凯恩已有效地内部自治。1790年到1829年，当地政府首脑称为首領（Leader）。1832年到1838年，政府首脑称为总統（President），1838年到1999年政府首脑称为執政（Magistrate）。其中只有11年（从1893年到1904年）政府首脑称为的委员会主席。1999年，執政的权力转移为市长。
- 首領（Leader、1790年-1832年）
- 总統（President、1832年-1838年）
- 執政（Magistrate、1838年-1893年、1904年-1999年）
- 委员会主席（President of the Council、1893年-1904年）
- 市长（Mayor、1999年-現在）

| 任期                          | 名                      | 备注  |
| ----------------------------- | ----------------------- | ----- |
| 1999年12月7日－2004年11月8日  | 史蒂夫·克里斯坦，市長   | [ 1 ] |
| 2004年11月8日－2004年12月15日 | 布兰达·克里斯坦，代市长 |       |
| 2005年1月1日－2007年12月31日  | 杰伊·沃伦，市长         |       |
| 2008年1月1日－2013年12月31日  | 迈克·沃伦，市长         |       |
| 2014年1月1日－2019年12月31日  | 肖恩·克里斯坦，市长     |       |
| 2020年1月1日－2022年12月31日  | 夏琳·沃倫-佩，市长      |       |
| 2023年1月1日 - 今             | 西蒙·杨，市长           |       |

## 殖民总督（1898－）
- 斐济总督（1898－1970）
- 英国驻新西兰高级专员（英语：List of High Commissioners of the United Kingdom to New Zealand）（1970－）